# Prionostemma melicum
Prionostemma melicum is een hooiwagen uit de familie Sclerosomatidae.